# Peter Benner

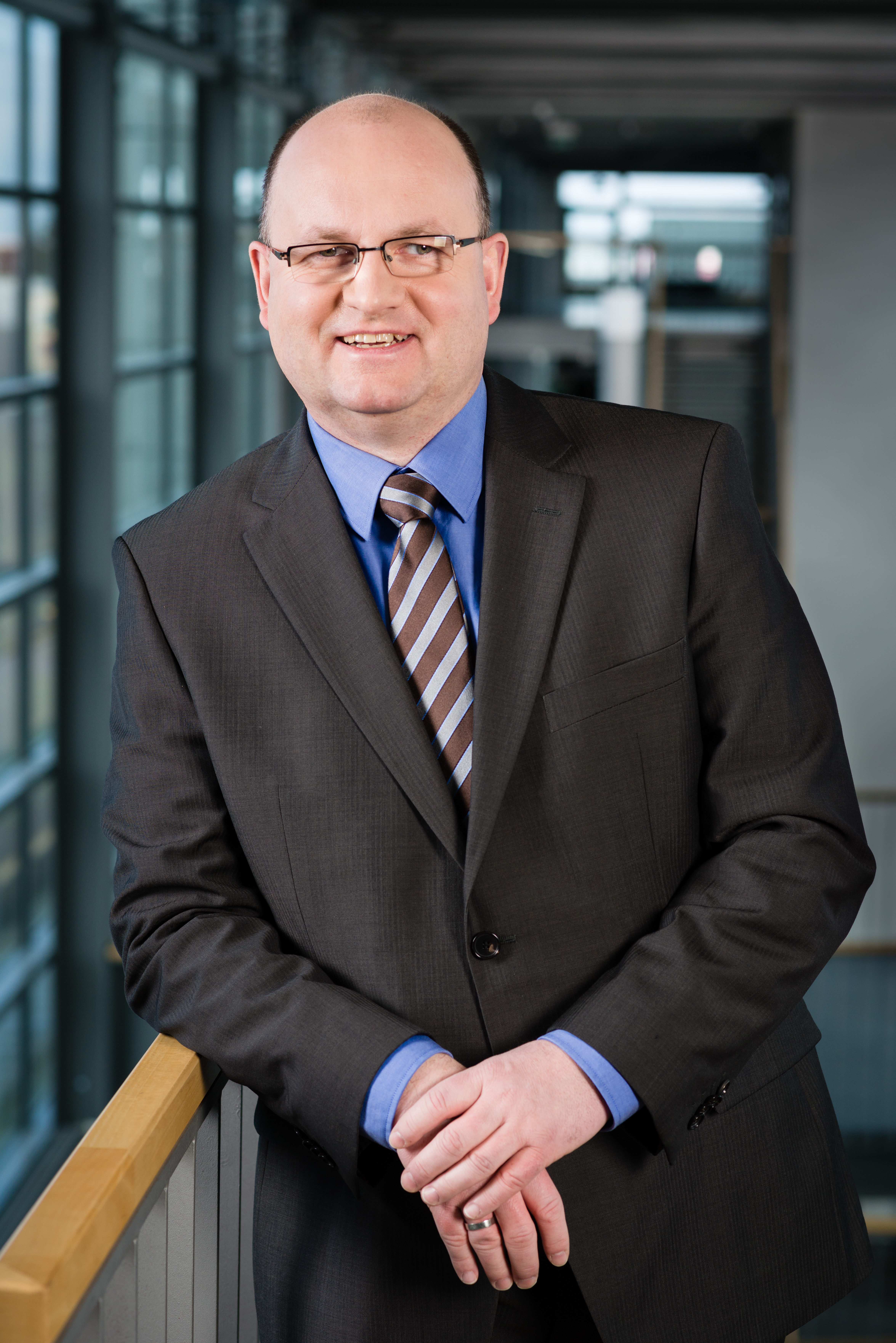
Peter Benner, 2013

Peter Benner (* 25. Mai 1967 in Kirchen (Sieg)) ist ein deutscher Mathematiker. Er war geschäftsführender Direktor am Max-Planck-Institut für Dynamik komplexer technischer Systeme Magdeburg.

## Leben und Wirken
Nach dem Abitur 1986 am Freiherr-vom-Stein-Gymnasium in Betzdorf studierte Benner ab 1987 Mathematik mit Nebenfach Wirtschaftswissenschaften/Operations Research an der RWTH Aachen. Für seine Diplomarbeit erhielt er 1993 die Springorum-Denkmünze der RWTH Aachen. Er promovierte im Jahre 1997 auf dem Gebiet der Mathematik bei Volker Mehrmann an der TU Chemnitz-Zwickau mit der Schrift Contributions to the Numerical Solution of Algebraic Riccati Equations and Related Eigenvalue Problems. Von 1997 bis 2001 war er als wissenschaftlicher Assistent am Zentrum für Technomathematik an der Universität Bremen tätig. Er habilitierte sich dort im Jahr 2001.
Von 2001 bis 2003 lehrte Benner als Oberassistent am Institut für Mathematik an der TU Berlin. Zwischenzeitlich war er als Gastprofessor an der TU Hamburg-Harburg tätig. Im Jahr 2003 folgte er dem Ruf auf die Professur für Mathematik in Industrie und Technik an der TU Chemnitz.
Als Gastwissenschaftler/-professor war er u. a. an der University of Kansas, der Università di Modena e Reggio Emilia, den Lawrence Berkeley National Labs, dem Courant Institute of Mathematical Sciences of New York University, am Virginia Tech, der Université du Littoral Côte d’Opale in Calais und der Shanghai-Universität tätig. 2018 war er als J. Tinsley Oden Faculty Fellow an der University of Texas in Austin.
Im Jahr 2010 wurde Peter Benner zum Direktor und wissenschaftlichen Mitglied am Max-Planck-Institut Magdeburg berufen.
Er nahm dort mit seiner Fachgruppe Computational Methods in Systems and Control Theory die Forschungsarbeit am
Max-Planck-Institut Magdeburg am 1. Mai 2010 auf. Im gleichen Jahr war er Gastprofessor an der Université du Littoral Côte d’Opale in Calais, Frankreich. Anfang 2011 wurde er zum Honorarprofessor für Mathematik an der Otto-von-Guericke-Universität Magdeburg bestellt. 2015 war er Distinguished Professor an der Shanghai University. Seit 2017 ist er Fellow der Society for Industrial and Applied Mathematics (SIAM), Class of 2017.
Benner ist Autor von ca. 400 Publikationen in Fachzeitschriften, Büchern und Tagungsbänden, sowie Autor bzw. Mitherausgeber von neun Büchern. Er ist Mitherausgeber verschiedener Publikationen und mathematischer Fachzeitschriften, u. a. des SIAM Journal on Matrix Analysis and Applications sowie Co-Autor verschiedener Software-Pakete. Er engagiert sich in mathematischen Fachgesellschaften, unter anderem bei SIAM und der Gesellschaft für Angewandte Mathematik und Mechanik (GAMM). Daneben steht er seit 2006 dem Verein Niconet e. V. vor, der die Softwarebibliothek „Subroutine Library in Systems and Control“ (SLICOT) entwickelt und wartet.

## Forschungsschwerpunkte
- Numerische lineare Algebra
- Modellreduktion und Systemapproximation
- parallele Algorithmen und mathematische Software
- nichtlineare Gleichungen, speziell algebraische Riccatigleichungen
- Linear-quadratische Optimalsteuerung
- Robuste Stabilisierung linearer und nichtlinearer Systeme
- Regelung instationärer PDEs

## Schriften (Auswahl)
- Herausgeber mit Volker Mehrmann, Danny C. Sorensen: Dimension Reduction of Large-Scale Systems, Lecture Notes in Computational Science and Engineering, Band 45, Springer-Verlag, Berlin/Heidelberg 2005
- Herausgeber mit R. Findeisen, D. Flockerzi, U. Reichl, K. Sundmacher: Large-Scale Networks in Engineering and Life Sciences, Springer/Birkhäuser 2014
- Herausgeber mit A. Cohen, M.Ohlberger, K. Willcox: Model Reduction and Approximation: Theory and Algorithms, SIAM, Philadelphia, 2017. doi:10.1137/1.9781611974829
- mit Volker Mehrmann, Hongguo Xu: A Numerically Stable, Structure Preserving Method for Computing the Eigenvalues of Real Hamiltonian or Symplectic Pencils, Numerische Mathematik, Band 78, 1998, S. 329–358
- mit V. Mehrmann, V. Sima, S. Van Huffel, A. Varga: SLICOT – A Subroutine Library in Systems and Control Theory, Applied and Computational Control, Signals, and Circuits, Volume 1, S. 505–546, 1999
- mit Serkan Gugercin, Karen Willcox: A Survey of Projection-Based Model Reduction Methods for Parametric Dynamical Systems, SIAM Review, Band 57, Heft 4, 2015
- Solving Large-Scale Control Problems, IEEE Control Systems, Band 24, 2004, S. 44–59
- mit Jing-Rebecca Li, Thilo Penzl: Numerical Solution of Large Lyapunov Equations, Riccati Equations, and Linear-Quadratic Control Problems, Numerical Linear Algebra with Applications, Band 15, November 2008, S. 755–777